# BMW 332
La BMW 332 est une voiture du constructeur BMW produite entre 1939 et 1940.

## Aperçu

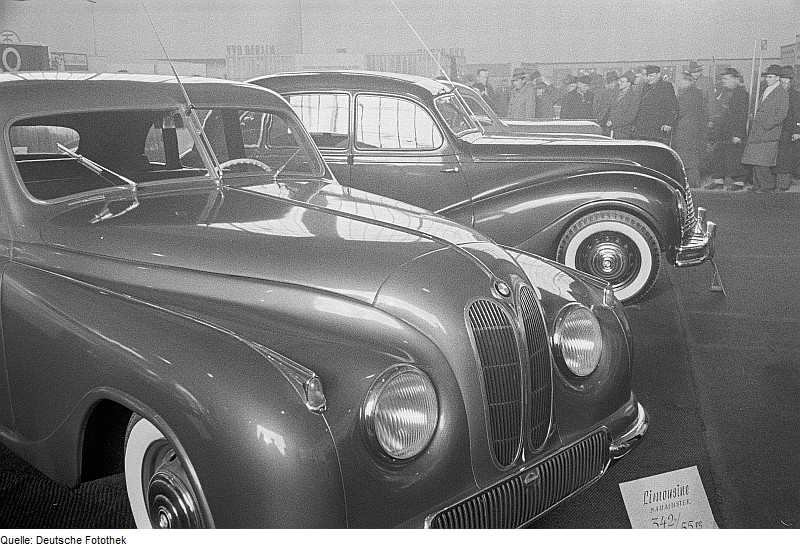
La BMW 342 (premier plan; prototype), qui a été construite en 1951 à l’usine d’Eisenach sans l’intervention du siège social de BMW à Munich. Elle reprend en grande partie le dessin avant de la BMW 332 prévue pour la production en série en 1940

Depuis 1936, BMW avait construit la BMW 326 en tant que berline quatre portes et - avec les carrossiers Autenrieth, Baur et d’autres - en tant que cabriolet deux et quatre portes à l’usine d’Eisenach, l’ancienne usine Dixi. Avec près de 16 000 véhicules, c’est le modèle d’avant-guerre le plus abouti aux côtés de la petite BMW 3/15 (1929-1932). En 1939, les carrosseries berline fournies par Ambi-Budd de Berlin, avec leur capot haut et étroit, leurs ailes avant et arrière courbés classiques et leurs marchepieds, semblaient plutôt conservatrices par rapport aux modèles récents d’Adler, Opel et autres. En raison de l’expansion rapide des autoroutes, il était également nécessaire de disposer d’une carrosserie plus favorable sur le plan aérodynamique afin de pouvoir atteindre des vitesses plus élevées. La BMW 332 en a tenu compte avec sa carrosserie ponton moderne.
En 1940, trois voitures d’essai ont été construites, qui différaient par de petits détails. Bien que la Seconde Guerre mondiale ait déjà commencé, BMW a largement testé les véhicules sur la voie publique.
Le modèle 332 devait remplacer la 326 à partir de 1940. Elle était destinée à servir de point de départ à une future famille de modèles, tout comme, dès 1936, la 326 fournit la base technique des modèles 327, 327/28 et 328 (cabriolet et coupé sport ou biplace sport ouvert). La BMW 332 aurait dû devenir un pilier de la production automobile de BMW dans les années 1940. Cela a été contrecarré par la Seconde Guerre mondiale.

## Origines
BMW avait précédemment testé des véhicules optimisés sur le plan aérodynamique avec une carrosserie ponton et un hayon, tels que les voitures d’essai BMW K1 (1938/39) et BMW K4 (1939/40), chacune basée sur la plus grande BMW 335 présentée en 1939 et la sportive BMW 328 berline de course, développée pour les Mille Miglia 1940. Le modèle avait une forme profilée avec un arrière raccourci (aussi appelé arrière Kamm) conçu par le professeur Wunibald Kamm (FKFS Stuttgart). Avec leur forme bulbeuse inhabituelle et leurs découpes de roues couvertes (également à l’avant sur la K1) et quelques grands ailerons sur le toit (temporairement sur la K4), ces véhicules ne répondaient pas au goût général du public, c’est pourquoi la forme a été révisé pour la production en série et développé plus vers l’avant sur le modèle 332.
Le moteur, la transmission de puissance ainsi que le châssis et les trains roulants de la BMW 326 étaient encore d’actualité en 1939 et certains étaient même classés comme exemplaires, de sorte que BMW a voulu les adopter pour le modèle 332 avec seulement des modifications mineures.

## Typologie
Comme toutes les nouvelles automobiles de la gamme BMW depuis 1933, à commencer par le modèle 303 (1933-1934), la BMW 332 avait une désignation de modèle à trois chiffres et un "3" au début. Il n’y a aucun lien avec le nom BMW Série 3, qui n’a été introduit qu’en 1975 pour les modèles BMW relativement compacts et sportifs de la classe moyenne.
La désignation 332 a été faite sans système reconnaissable : les modèles 309, 315, 319, 320 et 335 ont permis de tirer des conclusions sur la cylindrée, comme c’est généralement le cas aujourd’hui; mais avec les modèles 303, 321, 325, 327, 328, 329 et 332, une telle conclusion n’était pas possible.
Un modèle 330 n’existait pas avant la Seconde Guerre mondiale; la BMW 331 était un projet de petite voiture similaire à la Fiat 500 Topolino qui n’a commencé qu’après la Seconde Guerre mondiale. Les désignations de modèle 333 et 334 n’étaient à nouveau pas officiellement attribuées, mais elles auraient été disponibles pour des variantes de la 332 si nécessaire.
Plus tard, la désignation de modèle BMW 332 est réapparue, bien que de manière officieuse, à savoir de 1995 à 1999 pour une variante d’exportation spéciale de la BMW M3 (E36) pour le continent nord-américain avec un moteur six cylindres en ligne de 3,2 litres et 243 ch/179 kW de puissance, un couple de 320 Nm et une transmission manuelle à cinq vitesses (code moteur S52USB32) au lieu du moteur de 321 ch/236 kW et 350 Nm de la M3 ordinaire.

## Détails du modèle

### Carrosserie et équipement

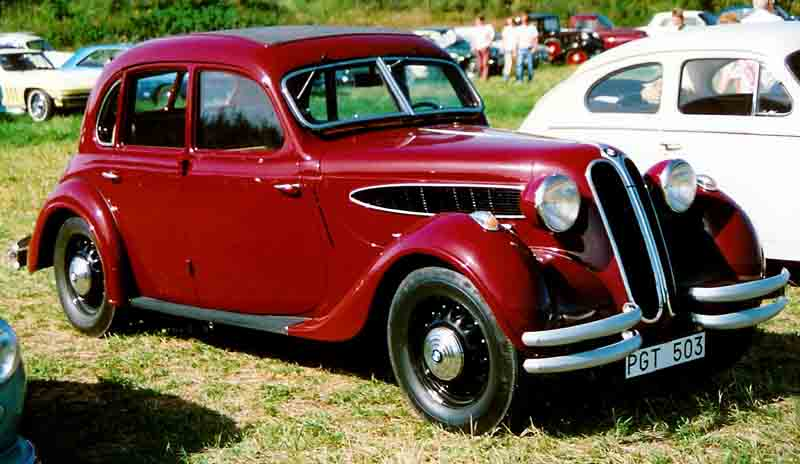
La BMW 326, l’ancêtre de la BMW 332, pour laquelle elle a fourni le châssis et la technologie d’entraînement

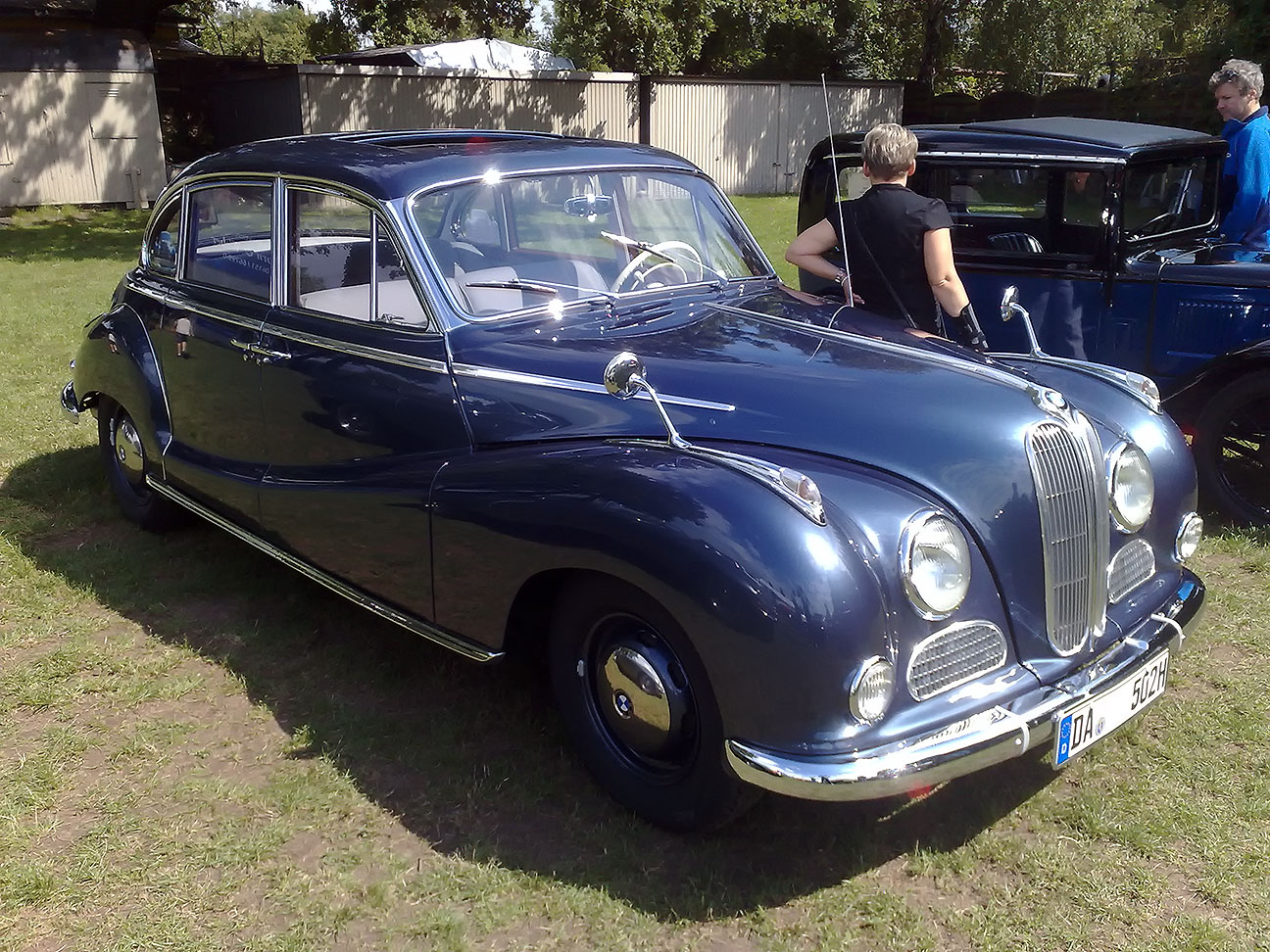
La BMW 502, avec la BMW 501, a été le premier modèle de production de BMW après la Seconde Guerre mondiale à adopter les caractéristiques de conception individuelles de la 332

La 332 avait une forme ponton moderne avec des lignes simples et élégantes avec une ceinture de caisse droite et un hayon. Les caractéristiques étaient les grands phares, qui étaient encastrés le plus possible à l’avant et positionnés relativement loin vers l’intérieur, la calandre BMW, qui était nettement plus basse que celle de la 326 mais fortement incurvée, et de grandes surfaces vitrées avec un pare-brise divisé. Vue de côté, il y avait une grande troisième fenêtre latérale, des roues arrière qui étaient entièrement recouvertes et une bande décorative chromée distinctive sur le bord inférieur de la carrosserie (qui continue jusqu’aux bords arrière des passages de roue avant et arrière) qui ont attiré l’attention. À l’arrière, il y avait une grande lunette arrière divisée et un grand couvercle de coffre avec un évidement distinctif pour la roue de secours, qui était montée presque verticalement à l’intérieur.
Les trois voitures de pré-série présentaient des différences au niveau des portes. Il y avait une version sur laquelle les portes avant et arrière étaient chacune articulées vers l’arrière (appelées « portes suicides »); sur cette version, les poignées de porte étaient situées juste en dessous des vitres latérales, au-dessus de la ceinture de caisse de la carrosserie. Sur une autre version, seules les portes avant étaient articulées vers l’arrière, tandis que les portes arrière - comme c’est courant aujourd’hui - avaient les charnières sur le montant B (comme sur les modèles 326 et 335); sur cette version, les poignées de porte étaient positionnées nettement plus bas sur la carrosserie extérieure arrondie de la porte.
Les lignes avant et latérales de la 332 rappelaient les voitures d’essai K1 et K4 avec leur forme ponton et leurs roues arrière couvertes. Au lieu de l’arrière inhabituel avec une lèvre de spoiler, une forme de hayon plus agréable a été choisie. De l’arrière, la 332 rappelle relativement l’Opel Kapitän présentée en 1938 (berline, forme de la lunette arrière, couvercle de coffre avec emplacement pour la roue de secours). Immédiatement avant la guerre, BMW avait embauché plusieurs ingénieurs à Munich qui avaient auparavant travaillé pour Opel, ce qui pourrait expliquer les similitudes de carrosserie.
Une conception très similaire a été trouvée plus tard sur la Borgward Hansa 2400 (dans sa version jusqu’en 1955) ou la Standard Vanguard (phase I).

### Châssis et trains roulants
La 332 a reçu le châssis et les trains roulants de la 326, c’est-à-dire un cadre de caisse surbaissé avec une suspension de roue avant composée de triangles supérieurs et d’un ressort transversal en bas et une largeur de voie de 1 300 millimètres. À l’arrière, la 332 avait un essieu rigide avec deux barres à ressort longitudinales et une largeur de voie de 1 400 millimètres. Celui-ci était jugé plus confortable, mais moins sportif que l’essieu rigide à ressorts à lames semi-elliptiques des modèles 327 et 328 ou 320/321, et correspondait mieux à la prétention de la 332 en tant que véhicule de luxe. Elle avait une direction à crémaillère et pignon et des freins à tambour à sabot internes à commande hydraulique sur les quatre roues avec un frein à main à câble sur les roues arrière.

### Moteur et transmission
La 332 devait recevoir un moteur de BMW 326 modifié, c’est-à-dire le moteur six cylindres en ligne à quatre temps refroidi par eau, éprouvé, avec une cylindrée de 1 971 cm³ et une conception à très longue course (alésage de 66 millimètres, course de 96 millimètres), appelé en interne avec le code moteur 326/4 en raison du développement ultérieur. Il avait un vilebrequin avec seulement quatre roulements et un arbre à cames latéral entraîné par une chaîne duplex avec soupapes en tête (commande de soupape OHV), qui étaient actionnées par des poussoirs et des culbuteurs.
Une particularité du modèle 332 était le refroidisseur d’huile, afin de donner au véhicule des réserves thermiques supplémentaires pour des régimes et des vitesses constamment plus élevés, comme ceux qui se produisaient lors de longs trajets sur autoroute.
La puissance était transmise aux roues arrière via un embrayage monodisque à sec et une boîte de vitesses manuelle à quatre rapports.
Une particularité de la 332 était l’utilisation, pour la première fois dans un véhicule BMW, d’un levier de vitesses sur colonne au lieu d’un levier de vitesses central habituel. Ce faisant, elle a anticipé un détail que BMW utilisera de série dans ses modèles 501 et 502 d’après-guerre - et aussi dans la 503 jusqu’en 1957.

## Localisation des véhicules
La piste de deux des voitures d’essai s’est perdue pendant la Seconde Guerre mondiale ou à sa fin; elles sont considérées comme perdues. Le troisième véhicule, gravement endommagé, a été récupéré des décombres de l’usine BMW de Munich dans le quartier de Milbertshofen-Am Hart après la fin de la Seconde Guerre mondiale en 1945. Elle a ensuite été reconstruite, mais elle a été équipée d’un moteur six cylindres normal de 2,0 litres d’avant-guerre développant 37 kW/50 ch, comme celui utilisé dans le modèle 326. Jusqu’en 1949, ce véhicule était utilisé comme voiture de fonction au siège social de BMW à Munich. Le prochain propriétaire était le pilote de course Georg "Schorsch" Meier. Selon une source, Willi Huber (né en 1910, mort en 2002), un ancien technicien de course de BMW, a démonté la dernière BMW 332 dans son atelier sur l’île de Frauenchiemsee afin de construire l’une de ses HH-Renner pour Hermann Holbein, dont des pièces du châssis et des composants du moteur et de l’entraînement pour la construire.
Cela signifie qu’il n’existe plus une seule BMW 332 aujourd’hui. À ce jour, aucun effort de BMW n’a été signalé pour faire fabriquer une réplique, comme ce fut le cas, par exemple, avec les prestigieuses versions de course de la 328.

## Importance pour la production d’après-guerre
BMW a été particulièrement touchée par la Seconde Guerre mondiale : l’usine d’Eisenach, où se trouvait la production automobile d’avant-guerre, se trouvait dans la zone d’occupation soviétique. Les deux usines BMW de Munich, notamment chargées de la production de motos avant la guerre, ont été en grande partie détruites par les bombes, puis temporairement confisquées et partiellement démantelées. Afin de répondre aux besoins du grand public, BMW s’est d’abord lancé dans la production d’objets du quotidien tels que des marmites, des équipements de construction et des machines de boulangerie.
La construction de voitures particulières était également prévue, en particulier des modèles d’avant-guerre similaires à ceux de Volkswagen, Opel, Ford et Mercedes-Benz. La BMW 332 moderne était toute trouvée pour cela. Dans les premières années d’après-guerre, cependant, BMW s’est trouvé incapable de construire les halls de production nécessaires et de se procurer les machines de production.
Les caractéristiques de conception uniques de la BMW 332 moderne, telles que le design avant frappant dans la zone des phares, la calandre BMW et la transition vers le capot, ont été trouvées sur le modèle 501/502 dans les années 1950, même si cette voiture (surnom : "Barockengel"), avec ses ailes moulées, avait le style des Austin contemporaines à l’allure plus classique.
En Allemagne de l’Est, la société par actions soviétique Awtowelo avait repris la conception de la BMW 332 en 1951, lorsqu’ils ont présenté le prototype 342 basé sur les BMW 326 et BMW 340 d’avant-guerre,. Cela reprenait, dans une large mesure, l’avant de la BMW 332, mais complété par une prise d’air de refroidissement inférieure supplémentaire et des clignotants chromés montés sur les ailes avant.